# Acacia drepanolobium
Vachellia drepanolobium là một loài thực vật có hoa trong họ Đậu. Loài này được Sjostedt miêu tả khoa học đầu tiên.

## Hình ảnh

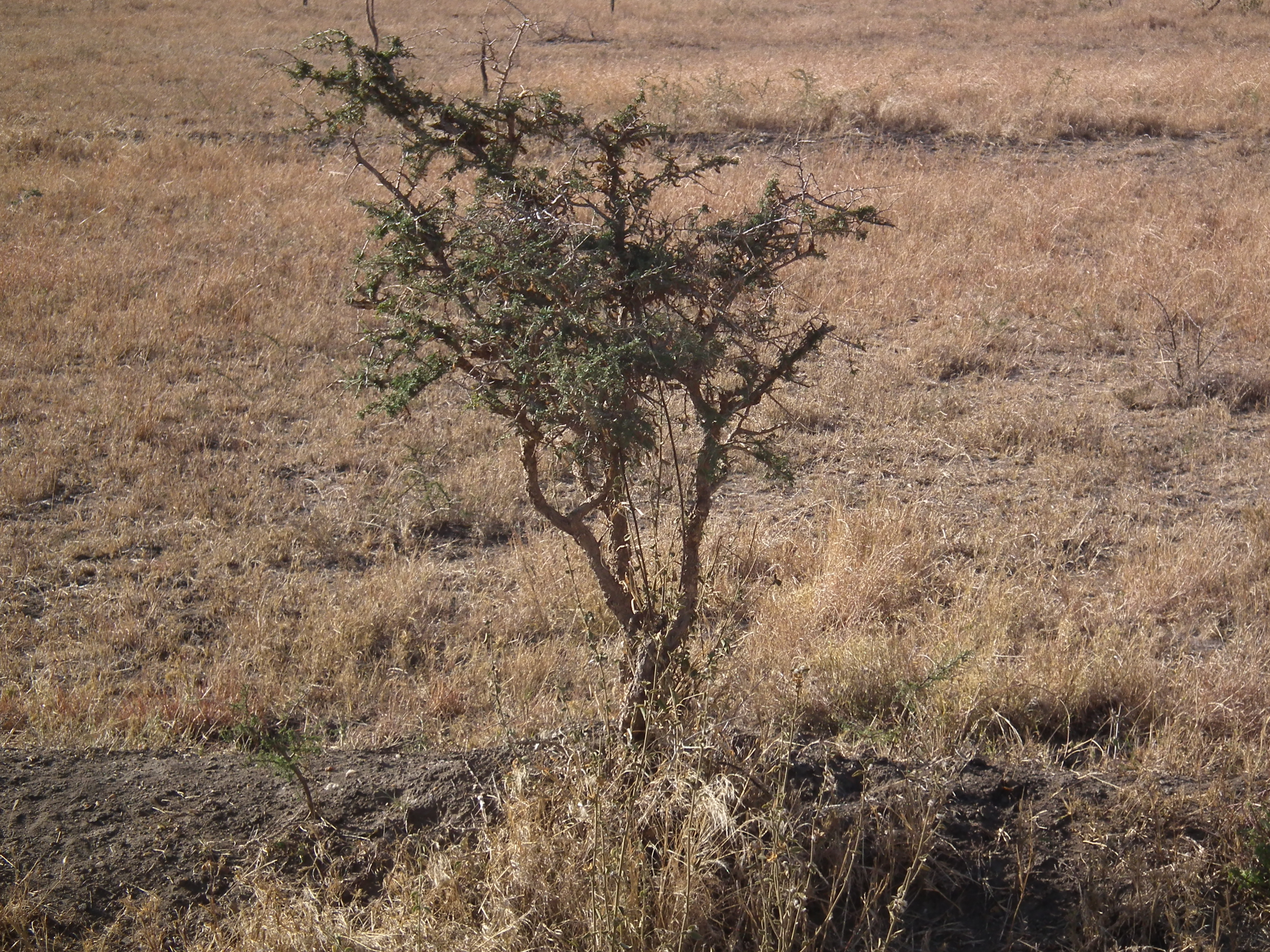
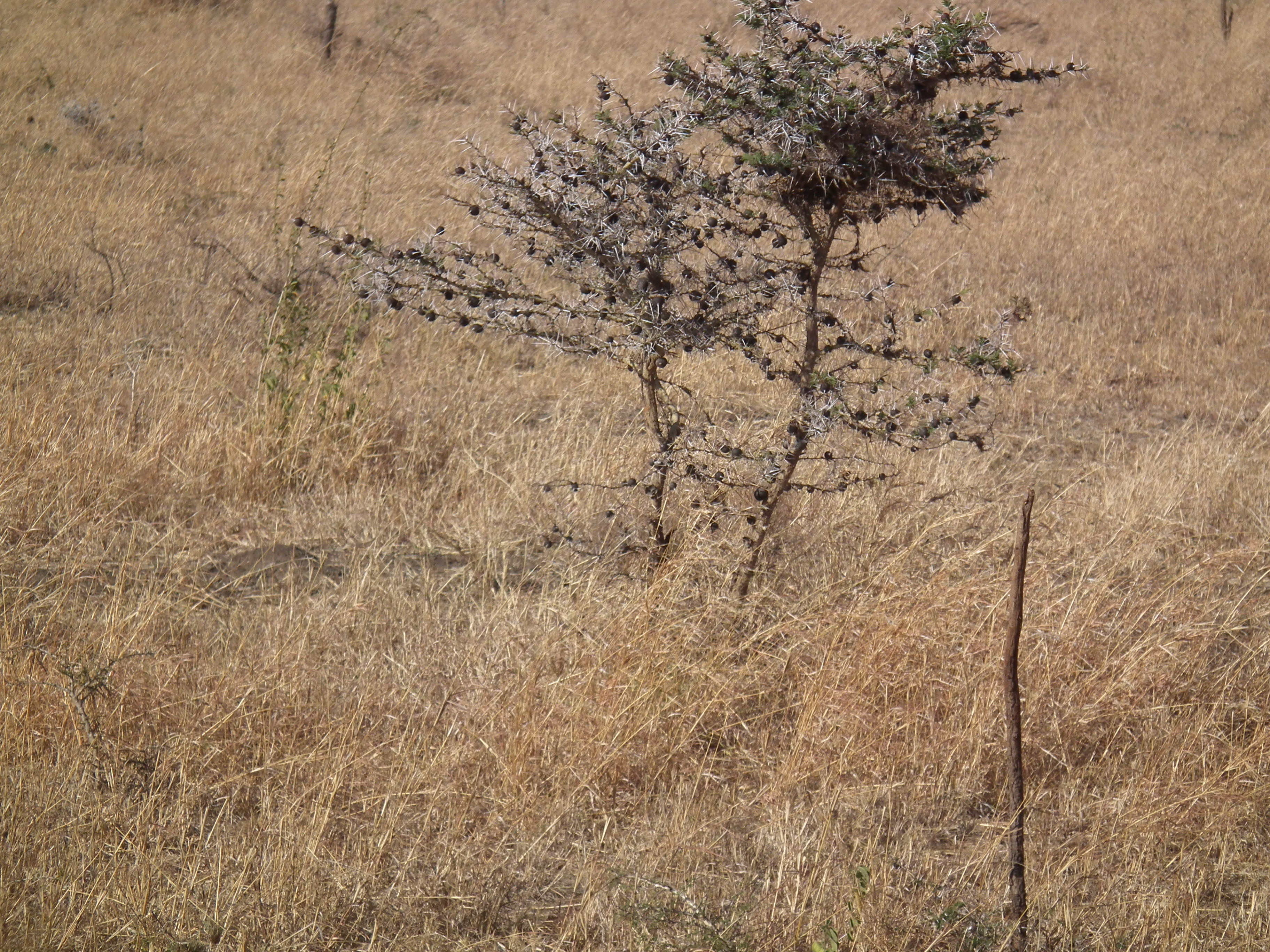
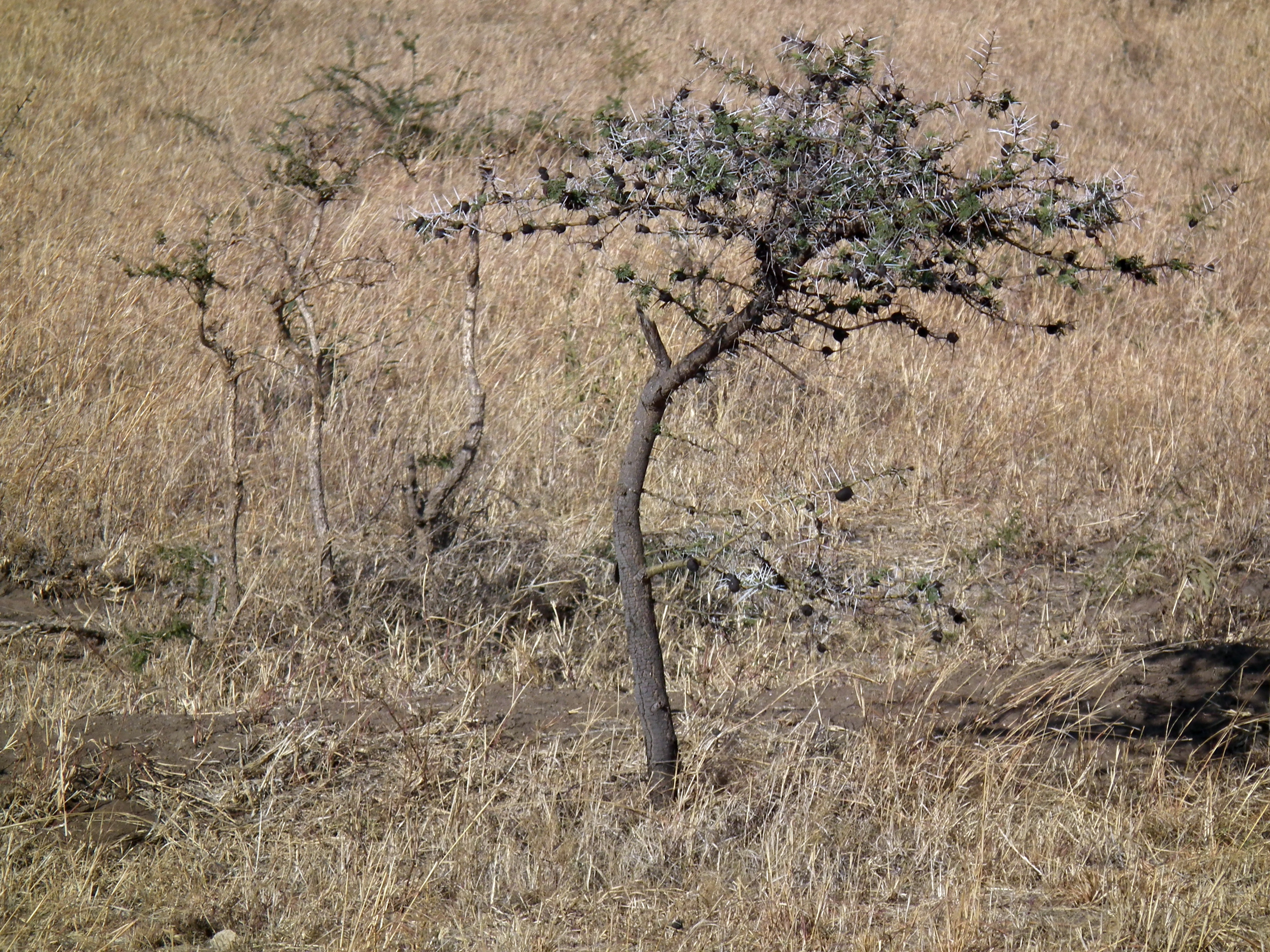
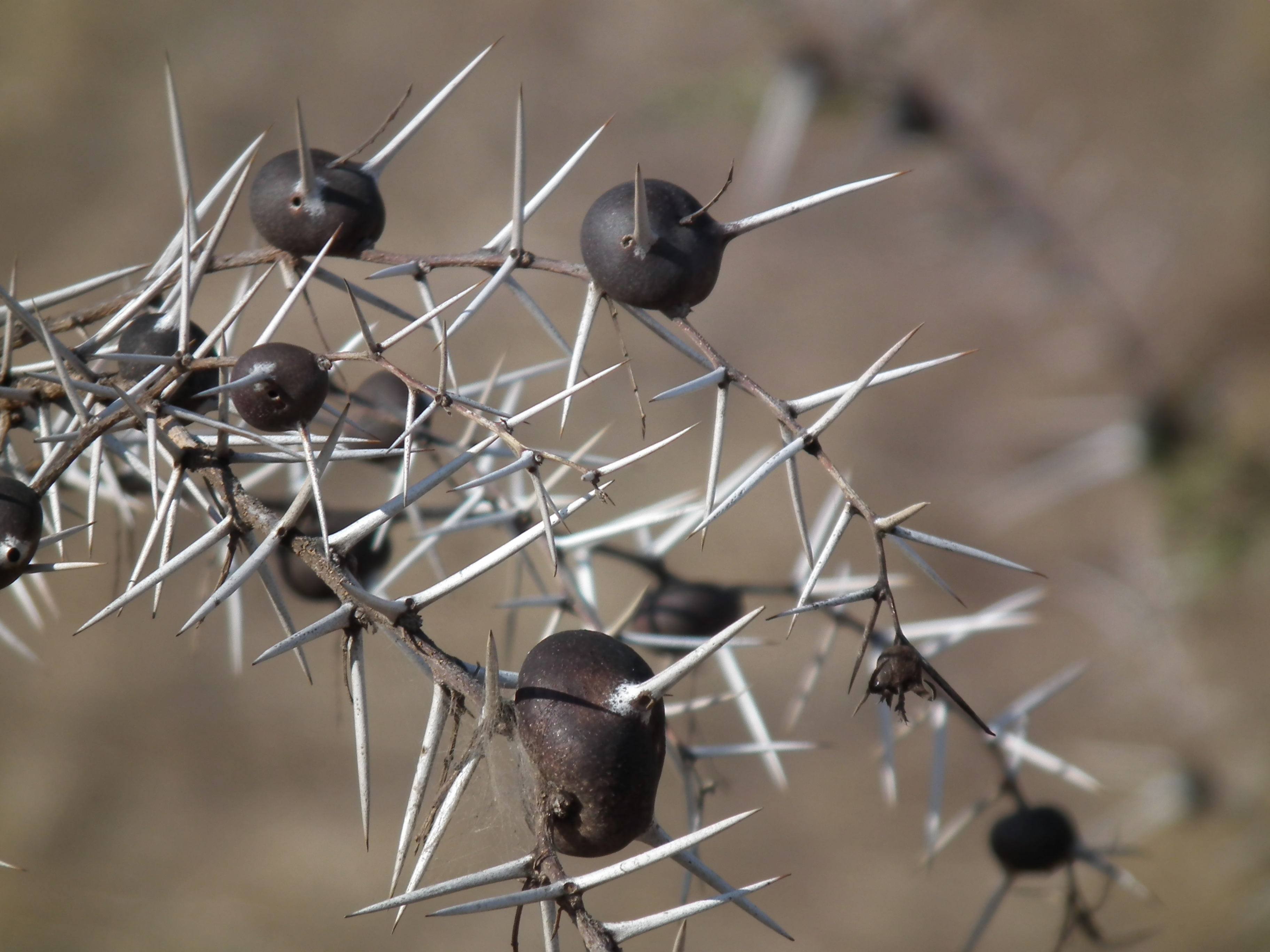